# Longmen (Zhejiang)
Pour les articles homonymes, voir Longmen.
 (mars 2012).
Si vous disposez d'ouvrages ou d'articles de référence ou si vous connaissez des sites web de qualité traitant du thème abordé ici, merci de compléter l'article en donnant les références utiles à sa vérifiabilité et en les liant à la section « Notes et références ».

Longmen est une ville de 7 000 habitants dans le Nord-Ouest de la province du Zhejiang, située à 17 kilomètres au sud de la ville de Fuyang. 
La ville se trouve au sud du fleuve Fuchun. Il y a cinquante ans, il y avait quelques édifices patrimoniaux dans une soixantaine de Longmen, et environ la moitié de ceux-ci sont encore debout aujourd'hui. Parmi eux se trouvent des salles ancestrales, des maisons, des pagodes et des arcs mémorial - dont la plupart ont une histoire de plus de trois cents ans. Ces structures sont de bons exemples de l'architecture classique et le sud de sculptures en bois du Zhejiang. Les motifs décoratifs utilisés sont préférés à partir des histoires populaires trois royaumes depuis la dynastie des Song. Les performances théâtrales locales, appelées la « danse du cheval en bambou » sont uniques pour leur représentation comme un héros.